# Маннер, Куллерво
Ку́ллерво Ахи́ллес Ма́ннер (фин. Kullervo Achilles Manner; 12 октября 1880 — 15 января 1939) — финский революционер, журналист, политик, депутат парламента, председатель Социал-демократической партии Финляндии (1917—1918), Председатель Совета народных уполномоченных Финляндии (1918), один из основателей Коммунистической партии, её председатель в 1920—1934 гг.

## Биография

### До 1918 года
Родился в семье священника в Кокемяки. Окончив университет в 1900 году, работал журналистом газеты в Порвоо в 1900—1906 гг., после революции 1905 года вступил в СДПФ. В 1906 году основал в Порвоо газету Трудящийся (фин. Työläinen) и стал её главным редактором. За статью, выпущенную в газете в 1911 году получил шесть месяцев тюрьмы за «оскорбление величества». После этого он переехал в Хельсинки и влился в команду газеты Рабочий (фин. Työmies). Был депутатом от социал-демократической партии в 1910—1914 гг. и 1917 году от пристоличного округа. Стал известен как одарённый оратор, который на начальном этапе концентрировал своё внимание на правах Финляндии как государства.
Весной 1917 года в собравшемся после многолетнего перерыва парламенте, СДПФ получает большинство и Маннер выбран председателем. В этом же году ранее он стал председателем СДПФ после Матти Паасивуори. Звёздный час Маннера, как среди левых, так и среди правых, — июль 1917, — одобрение в парламенте закона о высшей власти, в соответствии с которым во внутриполитических вопросах высшим носителем власти в Великом княжестве является Эдускунта. Это было одним из шагов к независимости страны. Призыв Маннера «К свободной Финляндии» был поддержан при окончании полного заседания Эдускунты. Когда Временное правительство России по просьбе финских консерваторов распускает Эдускунту, Маннер становится лидером «конституционного сопротивления». Он отказывается признавать роспуск и призывает депутатов собраться 29 августа 1917 года в 12.00, но российские жандармы препятствуют входу в здание заседаний. Позднее осенью «Эдускунта Маннера», прежде всего входящие в «конституционное сопротивление» депутаты, всё же демонстративно собирается, но вынуждены одобрить участие в новых выборах за отсутствием альтернативы. Когда СДПФ теряет на этих выборах большинство в Эдускунте, социал-демократы заявляют, что «Эдускунта Маннера» является единственной законной. На этом основании планирование государственного переворота может выглядеть оправданным. Маннер переходит от сторонника законности на сторону революции.

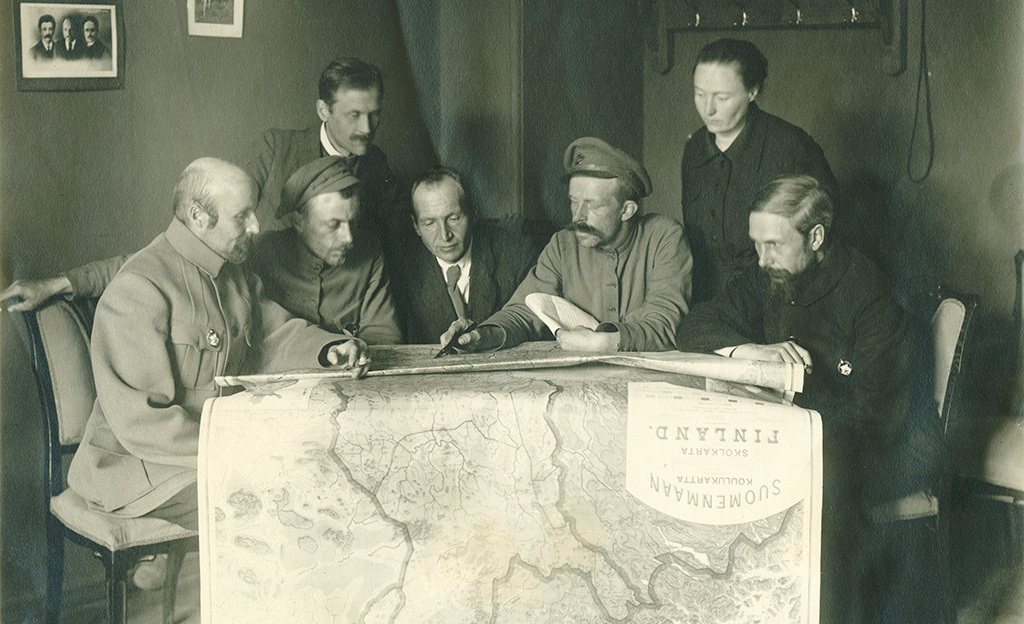
ЦК КПФ в Москве в 1920 году. Слева направо: К. М. Эва, Юкка Рахья, Яло Кохонен, Куллерво Маннер, Эйно Рахья, Манди Сирола, Юрьё Сирола.

### Работа во время Гражданской войны
С началом Гражданской войны в Финляндии, 28 января 1918 года Маннер был назначен председателем самопровозглашённого правительства Финляндии, захватившего власть в Хельсинки — Совет народных уполномоченных Финляндии. В том же году, 10 апреля, красные полностью реформировали правительство и Маннер стал главой страны и главнокомандующим Красной гвардии с диктаторскими полномочиями. Он второй человек в истории Финляндии после Николая Бобрикова, получивший такие широкие полномочия. Когда поражение в Гражданской войне стало очевидно, 25 апреля 1918 года Маннер и другие члены Совета народных уполномоченных уезжают в Советскую Россию.

### В Советской России

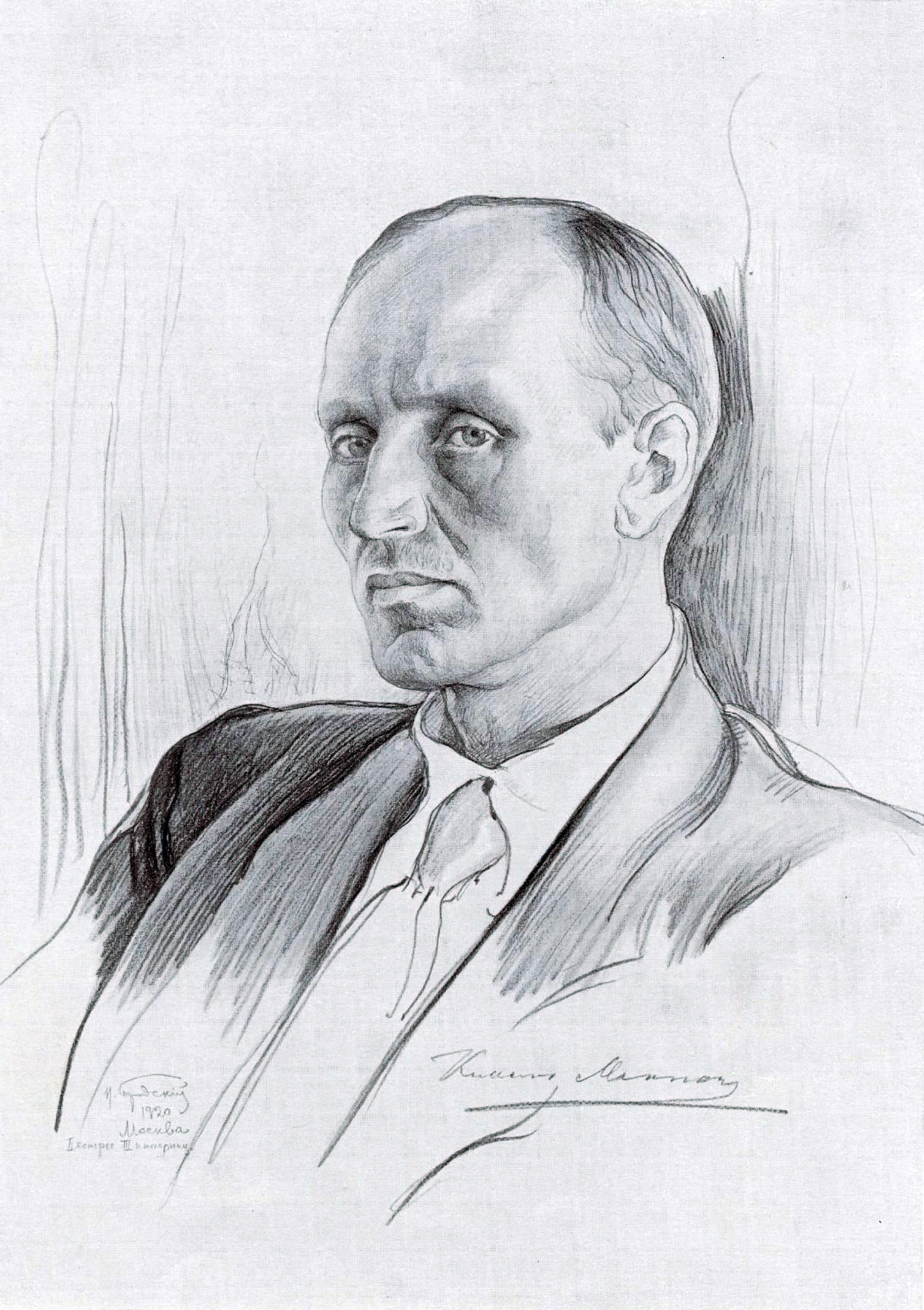
К. Маннер на Втором конгрессе Коминтерна (1920). Портрет работы И. Бродского

В августе 1918 года Маннер участвует в Москве в собрании, учредившем Коммунистическую партию Финляндии. Он становится вторым председателем партии в 1920 году после Юрьё Сирола, и членом исполнительного комитета Коминтерна. Как руководителя партии, Маннера характеризуют строгая, чисто теоретическая линия и распоряжения, которые коммунисты, работающие в Финляндии, считали часто невозможными и трудноосуществимыми. Маннер бежал в Советскую Россию с женой Ольгой Маннер, но брак распался, когда в 1920-х он начал открытые отношения с Ханной Мальм, также входящей в руководство КПФ. Активная деятельность Ханны Мальм испортила отношения Маннера с Юрьё Сирола и Отто Куусиненом.
В 1920 и 1928 годах Маннер избирался членом ИККИ.
Маннер и Мальм вели с Куусиненом борьбу за генеральную линию и руководство партией. В 1920-х они одерживают верх, но положение меняется к 1930-м: начавшееся в Финляндии крестьянское антикоммунистическое движение Лапуа послужило поводом к обвинению Маннера и Мальм. Мальм оказывается объектом для судебного преследования. Маннер отказался осудить деятельность Мальм.
В январе 1931 года в Куллерво Маннер в сопровождении Айно Куусинен с подложными паспортами отправился в Канаду, чтобы представлять Исполком Коминтерна на конгрессе канадской компартии в Торонто. Добирались поездом Москва—Берлин, затем поездом Берлин—Шербур, затем на корабле до Галифакса. Маннер прибыл в Торонто в середине марта, а Айно Куусинен отправилась в США.
В мае 1934 года Политсекретариат ИККИ отстранил Маннера от работы в Коммунистической партии Финляндии. Он работает недолго референтом по делам Коминтерна в Латинской Америке.
В начале 1935 года Отто Куусинен подал в Интернациональную контрольную комиссию Коминтерна, руководителем которой был литовец Ангаретис, докладную с обвинениями против Маннера и его жены Ханны Мальм. Вскоре обоих исключили из партии.
Маннер и Мальм жили в общежитии Коминтерна «Люкс», они занимали отдельную комнату. В ночь с 13 на 14 апреля 1935 года сотрудники органов НКВД пришли с обыском в их комнату и арестовали Ханну Мальм. Её поместили в Бутырскую тюрьму. 2 июля 1935 года арестовали Маннера.

### Заключение и смерть
На показательном процессе Маннера обвинили в том, что он состоит в «тайном союзе с финскими фашистами». 12 ноября 1935 года Военная коллегия Верховного суда СССР приговорила Маннера к 10 годам принудительных работ в ИТЛ с конфискацией имущества. Маннер был отправлен в Ухтинско-Печорский исправительно-трудовой лагерь (Ухтпечлаг) в республике Коми в посёлке Чибью (с 1939 года — Ухта). 16 февраля 1936 года Маннер находился на станции «Медвежья», 1-е медгорское отделение, 3-й лагпункт, 19-й трудколонии Белбалтлага.
Ханна Мальм получила в ноябре 1935 года такой же срок и была отправлена в Соловецкий лагерь особого назначения, где позже погибла (утонула в ручье). Упоминала об этом в своих мемуарах Айно Куусинен.
В Ухтпечлаге осуществлялось бурение на нефть, переработка нефтепродуктов и добыча каменного угля и радия. Маннера описывали как примерного работника и ударника. Маннер умер в лагере 15 января 1939 года, согласно свидетельству о смерти, от туберкулёза. Похоронен в посёлке Чибью (ныне Ухта).
Профессор Александр Попов предположил, что истинной причиной смерти могла быть лучевая болезнь, которую Маннер мог получить, так как работал с водой, содержащей радий.
Официально реабилитирован в 1962 году.

## Киновоплощение
- 1975 — «Доверие». В роли Куллерво Маннера — Эса Саарио

## Другое
Куллерво Маннер наряду с Оскари Токоем — второй председатель Эдускунты, который не умер в Финляндии и не похоронен в Финляндии.
Переписка Куллерво Маннера и Ханны Мальм 1930-х годов опубликована в 1997 году под названием Любимый, дорогой товарищ.